# Swan River
Swan River è una cittadina canadese del Manitoba. È circondata, ma non ne fa parte, dalla municipalità rurale di Swan River. Nel 2011 contava 3 907 abitanti, segnalandosi come la 15ª città più popolata di Manitoba. Si trova tra il parco provinciale di Duck Mountain e Porcupine Hills. La città si trova al confine con Saskatchewan.